# Alex i spółka
Alex i spółka (ang. Alex & Co) – włoski serial telewizyjny. Serial miał swoją premierę 11 maja 2015 roku na włoskim Disney Channel. Pierwszy sezon serialu liczy 13 odcinków. 27 września miał premierę drugi sezon serialu, liczący 18 odcinków. 24 września 2016 roku miał premierę trzeci sezon, który liczy 20 odcinków. 24 listopada 2016 roku został wyemitowany stworzony na podstawie serialu film. W czerwcu 2017 roku zostały wyemitowane cztery odcinki specjalne kończące serial.
Polska premiera serialu miała nastąpić 18 września 2015 roku na antenie Disney Channel, ale z niewiadomych przyczyn została przesunięta na 17 października.

## Fabuła
Serial opowiada o Alexie, który rozpoczyna nowy rok szkolny w pełni nadziei i z dobrymi intencjami wraz z przyjaciółmi z dzieciństwa, Nicole, potajemnie zakochaną w Alexie, i Christianem, szkolnym sportsmenem. Do grupy natychmiast dołączają uczniowie Sam i Emma. Alex na początku uważa, że uczęszczanie do liceum jest zabawą, ale w pierwszym dniu zajęć odkrywa, że popełnił wielki błąd. Dyrektor szkoły, Ferrari, chce, aby jego instytucja zajmowała wysokie miejsce w rankingu szkół, dlatego jego zdaniem uczniowie muszą skupić się na przedmiotach szkolnych ignorując wszelkie działania potencjalnie rozpraszające jak muzyka, śpiew i aktorstwo. Na szczęście uczniów, profesor Belli jest innego zdania niż dyrektor i zachęca ich do poszukiwania własnej drogi w życiu. Paczka przyjaciół odkrywa w szkolnej piwnicy salę do występów ze sceną i potajemnie zaczyna tam spędzać czas, a także śpiewać. Przyjaciele zakładają zespół, i nagrywają pierwszy teledysk, dzięki któremu rozpoczyna się ich droga do sukcesu. Ale dążenia do ich marzeń utrudniają popularni w szkole Linda i Tom, którzy za wszelką cenę chcą zaszkodzić piątce przyjaciół.

## Bohaterowie

### Pierwszoplanowi
- Alex Leoni (Leonardo Cecchi) – Ma 16 lat i razem ze swoimi przyjaciółmi rozpoczyna naukę w nowej szkole. Jest dobry, czarujący, inteligentny i zawsze pomaga tym, którzy go potrzebują. Stara się być pomocny, choćby w niewielkim stopniu dla wszystkich. Jest utalentowany muzycznie, ale przekonuje się o tym, dopiero w chwili założenia zespołu z przyjaciółmi. W pierwszym dniu szkoły zakochuje się w Emmie, pięknej koleżance, która odwzajemnia jego uczucie. Jednak Alex potem poczuł coś do swojej najlepszej przyjaciółki, Nicole, która od dawna chciałaby być dla niego kimś więcej, i oboje w końcu zostają parą. W drugim sezonie Alex prowadzi zespół „Alex i spółka” do zwycięstwa w programie „The Talent”. Jednak w trakcie sezonu często kłóci się z Nicole i pozostałymi, ale w końcu udaje mu się naprawić stosunki ze wszystkimi. W trzecim sezonie Alex tworzy swoje tajne alter ego, „Nobody”, by pokazać, że nawet ktoś nieznany może powiedzieć coś ważnego. W specjalnych odcinkach Alex zamierza spełnić największe marzenie Nicole, która zaszła w śpiączkę po poważnym wypadku.
- Nicole De Ponte (Eleonora Gaggero) – Jest najlepszą przyjaciółką Alexa od wielu lat. Jest bardzo wrażliwa i hojna. Bierze sprawy bardzo poważnie. Ma piękny głos, ale wstydzi się śpiewać publicznie, chociaż w trakcie pierwszego sezonu przezwycięża ten strach. Latem zdała sobie sprawę, że Alex nie jest już dla niej tylko przyjacielem, ale kimś więcej, i pod koniec pierwszego sezonu jest z nim w związku. W drugim sezonie Nicole często kłóci się z Alexem, ale udaje im się pogodzić ze sobą na końcu sezonu. W trzecim sezonie, po opuszczeniu Alexa i spółki, Nicole próbuje odnaleźć swoje powołanie i pomaga odtworzyć na nowo teatr Blue Factory, który prowadzi jej była opiekunka, Sara. W specjalnych odcinkach Nicole ma wypadek i zapada w śpiączkę, ale udaje jej się obudzić dzięki wsparciu Alexa.
- Emma Ferrari (Beatrice Vendramin) – Jest miła, sympatyczna, piękna i kochana przez wszystkich. Z pozoru wydaje się być odważna i pewna siebie, ale w głębi duszy jest bardzo niepewna i wymaga stałego zatwierdzenia swoich przyjaciół. Uwielbia muzykę. Emma jest córką dyrektora Ferrariego. W pierwszym sezonie Emma zakochała się w Alexie, który odwzajemnia jej uczucia, jednak potem nie jest już pewna tego, co do niego czuje. W drugim sezonie Emma zakochuje się w Christianie i rozpoczyna z nim związek. W trzecim sezonie Emma traci głos przez problemy ze strunami głosowymi, przez co chwilowo wstrzymuje się ze śpiewaniem. Po odejściu Christiana, Emma zakochuje się w Rayu.
- Samuele „Sam” Costa (Federico Russo) – Ma wiele zalet. Jest bardzo mądry, inteligentny i odpowiedzialny, niestety jego nieśmiałość utrudnia mu kontakty z ludźmi. Sam marzy o tym, by dostać się do jednej z najlepszych uczelni, ale nie ma do tego wystarczających środków finansowych. Stara się uzyskiwać same wysokie oceny, aby uzyskać stypendium. W pierwszym sezonie Samowi podoba się Nicole i wiele z tego powodu cierpi, ponieważ ma świadomość, że ona darzy uczuciem swojego przyjaciela, Alexa. W ciągu pierwszego sezonu charakter Sama ulega zmianie i będzie on coraz bardziej odważny. Dużą w tym zasługę mają jego nowi przyjaciele z „Sound Aloud”. Sam czatuje w tajemnicy z nieznaną dziewczyną pod pseudonimem „Math Girl”. W drugim sezonie Sam odkrywa prawdziwą tożsamość „Math Girl”, ale zdaje sobie sprawę, że wraz z nią nie są dla siebie stworzeni. Zakochuje się także w Rebecce z wzajemnością i rozpoczyna z nią związek. W trzecim sezonie Sam przekonuje się, jak ważne jest, aby w końcu być pewnym siebie, i wyjeżdża na stypendium. Nie pojawia się w odcinkach specjalnych.
- Christian Alessi (Saul Nanni) – Najlepszy przyjaciel Alexa z czasów dzieciństwa. Jest zawsze wesoły, sympatyczny, przystojny, pewny siebie, ale nie zarozumiały. Kocha piłkę nożną i jest wspaniałym piłkarzem. Christian jest podziwiany przez wszystkie dziewczyny, zwłaszcza Lindę, z którą nie chce mieć do czynienia, pomimo jej usilnych starań rozkochania go w sobie. Zawsze służy radą na temat miłości, choć sam niewiele ma w tej kwestii doświadczenia. Zmienia to się, gdy w ostatnim odcinku pierwszego sezonu pisze miłosną piosenkę poświęconą jego „niemożliwej miłości”, którą okazuje się być Emma. W drugim sezonie rozpoczyna z nią związek. W trzecim sezonie Christian wyjeżdża do Australii. Nie pojawia się w odcinkach specjalnych.
- Clio Pinto (Miriam Dossena) – Pojawia się w trzecim sezonie. Jest nową uczennicą Instytutu Melshera. Bywa w złym humorze i wie niewiele ze względu na swoją buntowniczą naturę wywołaną cierpieniem po zdradzie ze strony dawnych przyjaciół. Alex pomaga Clio się znaleźć i udaje jej się z jego pomocą dostać się do szkoły tanecznej. Nie pojawia się w odcinkach specjalnych.
- Rebecca Guglielmino (Giulia Guerrini) – Jest najlepszą przyjaciółką Lindy i zawsze jest blisko niej, by zyskać dzięki temu popularność. Na każde oświadczenie Lindy Rebecca odpowiada „Absolutely”. W drugim sezonie Rebecca zakochuje się w Samie, który udziela jej korepetycji, a potem ona uczy go tańca. Pisze piosenkę o ich historii miłosnej, a Sam komponuje melodię. Dzięki Samowi ujawnia część swojej osobowości, o której nigdy nie wiedziała, i dzięki temu rozumie, że nie jest uzależniona od Lindy i zostaje z Samem. W trzecim sezonie Rebecca ostatecznie zostawia Lindę i wspiera Sama w jego wyjeździe. Potem Rebecca zakochuje się w Matcie.
- Raimondo „Ray” (Riccardo Alemanni) – Pojawia się w trzecim sezonie i odcinkach specjalnych. Jest synem Niny. Bardzo pewny siebie, uwielbia koszykówkę i rap. Zakochuje się w Emmie, która odwzajemnia jego uczucia.
- Matteo „Matt” (Luca Valenti) – Pojawia się w trzecim sezonie i odcinkach specjalnych. Syn bogatych rodziców. Matt dostaje pracę w barze, aby być blisko Rebekki, w której się zakochał. Potem Matt i Rebecca zostają parą, co wywołuje u chłopaka obawy przed rodzicami w odcinkach specjalnych.
- Penny Mendez (Olivia Mai-Barrett) – Pojawia się w odcinkach specjalnych. Penny ratuje Nicole życie po jej wypadku. Jest bardzo nieśmiała i dlatego nie chce ujawnić tego, co zrobiła. Penny potem zaprzyjaźnia się z Alexem. W ostatnim odcinku Alex namawia Penny, by spełniła marzenie o dostaniu się do szkoły muzycznej M.A.R.S., i dowiaduje się, że to ona uratowała Nicole.

### Drugoplanowi
- Linda Rossetti (Lucrezia Roberta Di Michele) – Jest uważana za królową liceum, dziewczyna byłego kapitana szkolnej drużyny piłkarskiej, Toma. Pomimo tego, Linda z łatwością zakochuje się w najprzystojniejszym chłopaku w szkole, Christianie, który nie odwzajemnia jej uczuć. Linda jest postrachem wszystkich i zawsze towarzyszy jej obstawa – Rebecca i Samantha. Zazdrosna zawsze stara się za wszelką cenę zaszkodzić Alexowi i jego przyjaciołom. W drugim sezonie Linda tworzy z przyjaciółkami zespół z nazwą „The Lindas” i wszystkie trzy biorą udział w programie „The Talent”, żeby pokonać Alexa i spółkę, i udaje im się dostać do finału, ale przegrywają. W trzecim sezonie Linda podobno się zmieniła i stała się bardziej łagodna i lojalna, jednak potem znów staje się taka, jaka była zawsze. Linda łączy siły z Ivan’em, żeby zniszczyć Alexa.
- Tom (Daniele Rampello) – Chociaż jest dopiero na drugim roku, już jest przywódcą i byłym kapitanem drużyny piłkarskiej. Jest największym wrogiem Alexa i jego przyjaciół. Z pomocą Barto i Lindy, próbuje się ich pozbyć na różne sposoby. Bardzo nienawidzi Christiana, zwłaszcza po tym jak ten został kapitanem drużyny piłkarskiej zamiast niego oraz po przyłapaniu go na całowaniu Lindy (choć tak naprawdę było odwrotnie). Kiedy uświadamia sobie, że Linda tak naprawdę go nie kocha, zrywa z nią. Nie pojawia się w trzecim sezonie i odcinkach specjalnych.
- Samantha Ferri (Asia Corvino) – Jest piękna, ale pusta i nie grzeszy inteligencją. Kocha różowy kolor, buty i modne czasopisma. Jest przyjaciółką Lindy i na każdym kroku stara się ją naśladować. Na każde oświadczenie Lindy odpowiada „Proste”. W drugim sezonie chce zostać detektywem. Odkrywa przed Lindą związek Rebekki z Samem.
- Giada Guglielmino (Arianna Amadei) – Pojawia się w trzecim sezonie. Siostra Rebekki. Jest fanką Lindy i staje się jedną z „The Lindas”, zastępując tym samym swoją siostrę. Jej słowo rozpoznawcze to „Totally”. Zauroczona Rayem.
- Ivan (Paolo Saverio Fantoni) – Pojawia się w trzecim sezonie. Były chłopak Clio, który walczy, aby ją odzyskać. Konkuruje z Alexem i staje po stronie Lindy. Nie pojawia się w odcinkach specjalnych.
- Barto (Anis Romdhane) – To szkolny łobuz i najlepszy przyjaciel Toma. Nie jest zainteresowany nauką. Od dyplomacji woli stosowanie przemocy i groźby słowne. Nie ma w życiu żadnych perspektyw ani celów, może poza spełnianiem rozkazów swojego „szefa”, Toma. W drugim sezonie powtarza klasę, a tym samym uczęszcza do klasy Alexa i jego przyjaciół. Zostaje wykorzystany przez Lindę, żeby rozkochać w sobie Emmę i rozdzielić ją z Christianem, ale z czasem uświadamia sobie, że naprawdę jest zakochany w Emmie. Pod koniec sezonu odpłaca się Lindzie i demaskuje ją przed Tomem. Nie pojawia się w trzecim sezonie i odcinkach specjalnych.
- David (Jacopo Coleschi) – Pojawia się w drugim sezonie. Jest na praktykach w szkole i pracuje jako asystent szkolnego kucharza. Jest zakochany w Nicole i raz prawie dochodzi między nimi do zbliżenia. Nie pojawia się w trzecim sezonie i odcinkach specjalnych.
- Augusto Ferrari (Roberto Citran) – Dyrektor Instytutu Melshera i ojciec Emmy. Jest bardzo surowy i nieelastyczny. Nie akceptuje zajęć rozwijających twórczość młodzieży, ponieważ uważa, iż musi się ona w pełni skupić na nauce. Wie, że od wyników w nauce uczniów zależy jego posada. Gdy dowiaduje się, że jego córka jest w zespole, wpada w szał i zabrania jej śpiewania i utrzymywania kontaktów z przyjaciółmi. Na końcu pierwszego sezonu, zaczyna rozumieć znaczenie muzyki dla swojej córki, zmienia zdanie, zaczyna ją wspierać i jest dumnym ojcem. W drugim sezonie jest o wiele bardziej otwarty na wyraziste działania, ale na końcu sezonu zostaje zwolniony przez nową właścicielkę szkoły, Victorię Williams, która mściła się na nim po tym jak on za czasów kariery nauczycielskiej przyłapał ją na fałszowaniu głosów w wyborach na królową balu szkolnego. W trzecim sezonie okazuje się, że Victoria sprzedała szkołę i że nowi właściciele przywrócili Ferrariemu posadę dyrektora. Nie pojawia się w odcinkach specjalnych.
- Nina (Debora Villa) – Jest szkolną dozorczynią. Zawsze pomaga młodzieży w drażliwych kwestiach i od początku pomaga Alexowi i spółce. Jest matką Raya. Nie pojawia się w odcinkach specjalnych.
- Profesor „Skorpion” Strozzi (Nicola Stravalaci) – Nauczyciel geografii w Instytucie Melshera, nazywany „Skorpionem”, ponieważ jest bardzo surowy i wymagający. Chce zaszkodzić profesorowi Belli, bacznie obserwuje każdy jego ruch. Ma zostać nowym dyrektorem, jednak w końcu to nie nastąpi. W drugim sezonie współpracuje wraz z Victorią, żeby usunąć Ferrariego z posady dyrektora i zająć jego miejsce, ale na początku trzeciego sezonu traci swoją szansę. Nie pojawia się w odcinkach specjalnych.
- Profesor Giovanni Belli (Michele Cesari) – Jest nauczycielem literatury w Instytucie Melshera, a także byłym uczniem tej szkoły. Różni się od innych nauczycieli, jest zabawny, wyrozumiały i ma nietypowe podejście do uczniów. Kocha muzykę, a nawet grał kiedyś w zespole. W pewnym momencie zostaje wyrzucony ze szkoły za swoje „alternatywne” sposoby nauczania. Szczęśliwym trafem, gdy dyrektor zrozumie dzięki uczniom skuteczność jego metody nauczania, zatrudnia go z powrotem. W drugim sezonie wychodzi na jaw, że był w związku z mamą Lindy i są podejrzenia, że może być on jej ojcem, ale ostatecznie wychodzi na jaw, że Belli nie jest ojcem Lindy. W trzecim sezonie okazuje się, że profesor spotyka się z Sarą. Nie pojawia się w odcinkach specjalnych.
- Jody (Jody Cecchetto) – Pojawia się w drugim sezonie. Jest prezenterem programu „The Talent”, w którym Alex i spółka biorą udział. Nie pojawia się w trzecim sezonie i odcinkach specjalnych.
- Diana Jones (Sara Borsarelli) – Pojawia się w trzecim sezonie. Jest menadżerką Alexa i spółki. Próżna kobieta, która myśli tylko o aspektach marketingu, i nie obchodzi jej muzyka zespołu. Po wydaniu jedynej płyty zespołu, menadżerka postanawia opuścić firmę nagraniową, aby poświęcić czas sobie. Nie pojawia się w odcinkach specjalnych.
- Sara (Enrica Pintore) – Pojawia się w trzecim sezonie. Jest byłą opiekunką Nicole. Obecnie pracuje w starym teatrze, gdzie odbywały się występy taneczne Clio. Nicole pomaga byłej opiekunce nie zamykać budynku. Dziewczyna profesora Belliego. Nie pojawia się w odcinkach specjalnych.
- Victoria Williams (Chiara Iezzi Cohen) – Mama Lindy. Pojawia się w drugim sezonie. Jest nową właścicielką szkoły. Okazuje się, iż 15 lat temu była w związku z profesorem Bellim. Jest bardzo autorytarna i chce się odpłacić dyrektorowi Ferrariemu. Na końcu drugiego sezonu jej zemsta na dyrektorze Ferrarim się opłaca i ona go zwalnia z posady dyrektora. Nie pojawia się w trzecim sezonie i odcinkach specjalnych.
- Elena Leoni (Elena Lietti) – Mama Alexa. Jest wymagająca i z początku nieco sceptyczna. Nie rozmawia zbyt często z Alexem. Bardziej interesuje ją Joe. Nie rozumie znaczenia muzycznej kariery swojego syna, przez co nie mógł podpisać z zespołem kontraktu płytowego. Później jednak, widząc go na scenie zaczyna rozumieć, jak ważną rolę w życiu Alexa odgrywa muzyka. W drugim sezonie odkrywa, że jest w ciąży, i rodzi córkę. Nie pojawia się w trzecim sezonie i odcinkach specjalnych.
- Diego Leoni (Massimiliano Magrini) – Tata Alexa. Zarówno jak jego żona, jest dla Alexa bardzo wymagający. Jest pochłonięty pracą i woli myśleć o nagrodach jakie jego pierworodny syn otrzymuje od uniwersytetu, zamiast przejmować się sprawami Alexa. Pod koniec sezonu i on się zmienia i zaczyna wspierać młodszego syna. W drugim sezonie dostaje pracę w Stanach, jednak zostaje z rodziną we Włoszech ze względu na ciążę żony. Nie pojawia się w trzecim sezonie i odcinkach specjalnych.
- Joe Leoni (Enrico Oetiker) – Jest starszym bratem Alexa i chodzi na studia. Ma dobre relacje z rodzicami. W drugim sezonie Joe zakochuje się w koleżance ze studiów, Larze, i udaje mu się uzyskać jej względy z pomocą brata i jego przyjaciół. Nie pojawia się w trzecim sezonie i odcinkach specjalnych.
- Wilma (Gabriella Franchini) – Babcia Sama. Jest wesołą, starszą kobietą. Sama wychowuje wnuka i jest z niego bardzo dumna. Nie pojawia się w trzecim sezonie i odcinkach specjalnych.
- Camilla Young (Shannon Gaskin) – Pojawia się w odcinkach specjalnych. Jest przyjaciółką Penny.
- Bakìa (Merissa Porter) – Pojawia się w odcinkach specjalnych. Słynna piosenkarka.
- Freddy Wolf (Ben Richards) – Pojawia się w odcinkach specjalnych. Agent Bakìi.
- Sara De Ponte (Sara Ricci (sezon 1) i Sara D'Amario (odcinki specjalne)) – Mama Nicole. Pojawia się w pierwszym sezonie i odcinkach specjalnych.
- Rick De Ponte (Riccardo Festa) – Tata Nicole. Pojawia się w pierwszym sezonie i odcinkach specjalnych.
- Igor Alessi (Jgor Barbazza) – Tata Christiana. Pojawia się w pierwszym sezonie.
- Monica Alessi (Linda Collini) – Mama Christiana. Pojawia się w pierwszym sezonie.
- Sonia (Jvonne Giovanniello) – Mama Matta. Pojawia się w trzecim sezonie i odcinkach specjalnych.
- Arturo (Massimiliano Varrese) – Tata Matta. Pojawia się w odcinkach specjalnych.

## Wersja polska
Udział wzięli:
- Karol Jankiewicz – Alex Leoni
- Agata Paszkowska –
  - Nicole De Ponte,
  - gwary
- Małgorzata Kozłowska –
  - Emma Ferrari,
  - gwary
- Przemysław Niedzielski –
  - Christian Alessi,
  - gwary
- Miłosz Konkel –
  - Samuele „Sam” Costa,
  - gwary
- Andrzej Michalski –
  - Raimondo „Ray”,
  - Jeden z wyobrażonych asystentów Lindy (odc. 32),
  - Uczeń (odc. 38),
  - Jeden z piłkarzy (odc. 39),
  - gwary
- Julia Głaszczka – Rebecca Guglielmino
- Agnieszka Wiśniewska – Clio Pinto

oraz:
- Anna Sztejner – Elena – mama Alexa (odc. 1, 8, 11, 13-14, 16-17, 29, 31)
- Joanna Węgrzynowska-Cybińska –
  - Nauczycielka (odc. 1),
  - Uczestniczka zawodów międzyszkolnych z instytutu Melshera 2 (odc. 12),
  - Brenda (odc. 27, 31)
- Bożena Furczyk – Nina
- Zuzia Galia –
  - Linda Rossetti,
  - gwary
- Marta Dylewska – Samantha Ferri
- Otar Saralidze –
  - Tom,
  - Uczeń (odc. 26, 36),
  - Dziennikarz (odc. 29),
  - Chłopak Victorii (odc. 30),
  - Członek zespołu The Vamps (odc. 31)
- Wojciech Machnicki – Augusto Ferrari
- Tomasz Borkowski –
  - Profesor „Skorpion” Strozzi,
  - gwary
- Krzysztof Gantner –
  - Barto,
  - Szkolny kucharz (odc. 1),
  - Gracz 1 (odc. 3, 9),
  - Uczeń (odc. 8, 9, 10, 13, 42),
  - Chłopak stojący przy drzwiach na imprezę (odc. 9),
  - Uczestnik zawodów międzyszkolnych ze szkoły B.I.H.S. (odc. 12),
  - Uczestnik zawodów międzyszkolnych z centrum Fractalia 1 (odc. 12),
  - Chłopak na widowni 2 (odc. 42),
  - Chłopak w kawiarni 2 (odc. 44),
  - gwary
- Michał Podsiadło –
  - Chłopak we wspomnieniach Emmy (odc. 1),
  - Fabio – asystent Diany (odc. 34-37),
  - gwary
- Leszek Zduń –
  - Profesor Giovanni Belli,
  - gwary
- Izabela Dąbrowska – Akame – nauczycielka matematyki (odc. 2-4, 9-10, 24, 27)
- Marta Markowicz –
  - Michelle (odc. 2, 12),
  - Fanka Christiana (odc. 20),
  - gwary
- Bartek Wesołowski –
  - gracz 2 (odc. 3),
  - Trener (odc. 3, 6, 9-10),
  - Joe – brat Alexa (odc. 4, 14-17, 20, 31),
  - Pietro (odc. 9),
  - Jeden z piłkarzy (odc. 48),
  - Uczeń (odc. 49, 50)
- Krzysztof Cybiński –
  - Gracz 3 (odc. 3),
  - Nauczyciel (odc. 4),
  - Prowadzący festiwal Flash Rock (odc. 11),
  - Prowadzący zawody międzyszkolne (odc. 12),
  - Trener (odc. 21-22, 35),
  - Prezenter radiowy (odc. 36),
  - Jeden z członków ekipy nagraniowej (odc. 36),
  - James – szofer Matta (odc. 45, 47-50)
- Kaj Tomicki – Mały Alex (odc. 5)
- Anna Apostolakis – Wilma – babcia Sama (odc. 5, 8, 11, 13-14, 18, 20-21, 26)
- Krzysztof Plewako-Szczerbiński –
  - Lekarz (odc. 6, 9),
  - Mężczyzna w parku (odc. 6),
  - Luca (odc. 7),
  - Właściciel szkoły (odc. 10, 13),
  - Pan Smith – producent muzyczny (odc. 19-20, 23-24, 27-28, 30-31)
- Klaudia Kuchtyk –
  - Dziewczyna w parku (odc. 6),
  - Uczennica (odc. 8, 9, 26),
  - Dziewczyna na imprezie (odc. 9),
  - Lara (odc. 15),
  - Dziewczyna na boisku 2 (odc. 21),
  - Carola – trenerka w programie „The Talent” (odc. 26, 28),
  - Dziewczyna na boisku 1 (odc. 27),
  - Dziewczyna 1 (odc. 27),
  - Dziennikarka 2 (odc. 29),
  - Asystentka Roberta Campbella (odc. 29),
  - Koleżanka Clio (odc. 46)
- Karol Osentowski –
  - David,
  - Kevin (odc. 6-7),
  - Uczeń (odc. 9),
  - Uczestnik zawodów międzyszkolnych z centrum Fractalia 2 (odc. 12)
- Magdalena Herman-Urbańska –
  - Uczennica (odc. 7, 8, 13, 18, 20, 25, 26, 33, 36, 39, 42, 49),
  - Dziewczyna na boisku (odc. 18),
  - Dziewczyna w parku (odc. 18),
  - Vanessa (odc. 22),
  - Jedna z piłkarek (odc. 25),
  - Lucrezia (odc. 29),
  - Przyjaciółka Victorii 1 (odc. 30),
  - Dziewczyna w parku (odc. 36),
  - Dziewczyna w kawiarni (odc. 44),
  - Jedna z kandydatek na egzamin wstępny (odc. 46),
  - Fanka Alexa (odc. 47),
  - gwary
- Łukasz Węgrzynowski –
  - Uczeń 2 (odc. 8),
  - Gracz (odc. 9),
  - Uczestnik zawodów międzyszkolnych z centrum Fractalia 3 (odc. 12)
- Przemysław Stippa – pan Smith – producent muzyczny (odc. 8)
- Artur Kaczmarski –
  - Diego – tata Alexa (odc. 8, 11, 13-14, 16-17, 31),
  - Tata Rebekki (odc. 21)
- Monika Węgiel – Pracowniczka na festiwalu (odc. 11)
- Antonina Oraczewska –
  - Uczestniczka zawodów międzyszkolnych z instytutu Melshera 1 (odc. 12),
  - Uczestniczka zawodów międzyszkolnych z liceum Fractalia (odc. 12)
- Daria Morawiec –
  - Nauczycielka (odc. 12),
  - Właścicielka szkoły (odc. 13)
- Michał Bronk –
  - Jody,
  - Konferansjer balu (odc. 30)
- Joanna Domańska – Victoria Williams
- Maksymilian Michasiów –
  - Chłopak pracujący za kulisami (odc. 14, 27, 31),
  - Uczeń (odc. 22, 23, 25, 26),
  - Członek zespołu The Vamps (odc. 31)
- Izabela Markiewicz –
  - Dziewczyna pracująca za kulisami (odc. 14, 19, 23, 27, 31),
  - Dziewczyna na imprezie (odc. 15),
  - Uczennica (odc. 16, 24, 25),
  - Dziewczyna na boisku 1 (odc. 21),
  - gwary
- Kinga Suchan – „Math Girl” (odc. 16, 18)
- Wojciech Paszkowski –
  - Lekarz (odc. 17),
  - Robert Campbell (odc. 27, 29)
- Karol Wróblewski – Członek ekipy programu „The Talent” (odc. 18)
- Sebastian Machalski – Marlon (odc. 20-21)
- Mirosława Krajewska – Staruszka (odc. 20)
- Anna Wodzyńska –
  - Uczennica (odc. 26),
  - Dziewczyna na boisku 2 (odc. 27),
  - Dziennikarka 1 (odc. 29),
  - Przyjaciółka Victorii 2 (odc. 30),
  - Dziewczyna na widowni (odc. 42)
- Agnieszka Fajlhauer –
  - Sofia (odc. 27, 30),
  - Dziewczyna 2 (odc. 27)
- Milena Suszyńska – Lubna (odc. 29)
- Jacek Król – Marcus Sharp (odc. 31)
- Agata Gawrońska-Bauman – Diana Jones
- Maciej Kosmala –
  - Uczeń (odc. 32, 34, 36),
  - Jeden z chłopaków w parku (odc. 40),
  - Konkurent Raya (odc. 40),
  - gwary
- Monika Pikuła – Sara
- Cezary Kwieciński – Właściciel teatru (odc. 34)
- Przemysław Glapiński – Lekarz (odc. 38)
- Paulina Sacharczuk-Kajper –
  - Nauczycielka (odc. 41),
  - Dziennikarka (odc. 42, 43),
  - Mama Rebekki i Giady (odc. 42),
  - Uczennica (odc. 42),
  - Egzaminatorka (odc. 49),
  - Sonia – mama Matta (odc. 49)
- Józef Grzymała –
  - Chłopak na widowni 1 (odc. 42),
  - Dziennikarz (odc. 42),
  - Uczeń (odc. 42, 49),
  - Chłopak w kawiarni 1 (odc. 44),
  - Chłopak pracujący za kulisami (odc. 46)
- Marta Dobecka – Giada Guglielmino
- Janusz Wituch –
  - Profesor Lopez (odc. 43, 51),
  - Egzaminator (odc. 46-47, 49)
- Maksymilian Bogumił – Ivan
- Przemysław Wyszyński – Matteo „Matt”
- Szymon Roszak –
  - Fotograf (odc. 45-46),
  - Przyjaciel Raya (odc. 47),
  - Prowadzący transmisję na żywo (odc. 47-48)
- Mikołaj Klimek – Poczta głosowa (odc. 46)

i inni
Wykonanie piosenek:
- Miłosz Konkel

i inni
Wersja polska: SDI Media Polska
Reżyseria: Joanna Węgrzynowska-Cybińska
Dialogi: Marta Robaczewska
Koordynacja produkcji: Ewa Krawczyk
Fragment Romea i Julii w tłumaczeniu: Józefa Paszkowskiego (odc. 7, 12)
Kierownictwo produkcji: Beata Jankowska
Lektor: Otar Saralidze

## Spis odcinków
| Seria | Seria          | Odcinki | Oryginalna emisja | Oryginalna emisja | Polska emisja        | Polska emisja     |
| Seria | Seria          | Odcinki | Premiera serii    | Finał serii       | Premiera serii       | Finał serii       |
| ----- | -------------- | ------- | ----------------- | ----------------- | -------------------- | ----------------- |
|       | 1              | 13      | 11 maja 2015      | 27 maja 2015      | 17 października 2015 | 28 listopada 2015 |
|       | 2              | 18      | 27 września 2015  | 29 listopada 2015 | 7 marca 2016         | 6 maja 2016       |
|       | 3              | 20      | 24 września 2016  | 18 lutego 2017    | 24 kwietnia 2017     | 18 września 2017  |
|       | Film           | Film    | 24 listopada 2016 | 24 listopada 2016 | 22 lipca 2017        | 22 lipca 2017     |
|       | Odc. specjalne | 4       | 26 czerwca 2017   | 29 czerwca 2017   | B.D                  | B.D               |

| Premiera odcinka  | Premiera odcinka | Nr | Polski tytuł | Włoski tytuł |
| ----------------- | ---------------- | -- | ------------ | ------------ |
|                   |                  |    |              |              |
| SERIA PIERWSZA    |                  |    |              |              |
|                   |                  |    |              |              |
| 11.05.2015        | 17.10.2015       | 01 | Odcinek 1    | Episodio 1   |
|                   |                  |    |              |              |
| 12.05.2015        | 18.10.2015       | 02 | Odcinek 2    | Episodio 2   |
|                   |                  |    |              |              |
| 13.05.2015        | 24.10.2015       | 03 | Odcinek 3    | Episodio 3   |
|                   |                  |    |              |              |
| 14.05.2015        | 25.10.2015       | 04 | Odcinek 4    | Episodio 4   |
|                   |                  |    |              |              |
| 15.05.2015        | 31.10.2015       | 05 | Odcinek 5    | Episodio 5   |
|                   |                  |    |              |              |
| 18.05.2015        | 01.11.2015       | 06 | Odcinek 6    | Episodio 6   |
|                   |                  |    |              |              |
| 19.05.2015        | 07.11.2015       | 07 | Odcinek 7    | Episodio 7   |
|                   |                  |    |              |              |
| 20.05.2015        | 08.11.2015       | 08 | Odcinek 8    | Episodio 8   |
|                   |                  |    |              |              |
| 21.05.2015        | 14.11.2015       | 09 | Odcinek 9    | Episodio 9   |
|                   |                  |    |              |              |
| 22.05.2015        | 15.11.2015       | 10 | Odcinek 10   | Episodio 10  |
|                   |                  |    |              |              |
| 25.05.2015        | 21.11.2015       | 11 | Odcinek 11   | Episodio 11  |
|                   |                  |    |              |              |
| 26.05.2015        | 22.11.2015       | 12 | Odcinek 12   | Episodio 12  |
|                   |                  |    |              |              |
| 27.05.2015        | 28.11.2015       | 13 | Odcinek 13   | Episodio 13  |
|                   |                  |    |              |              |
| SERIA DRUGA       |                  |    |              |              |
|                   |                  |    |              |              |
| 27.09.2015        | 07.03.2016       | 14 | Odcinek 14   | Episodio 14  |
|                   |                  |    |              |              |
| 04.10.2015        | 08.03.2016       | 15 | Odcinek 15   | Episodio 15  |
|                   |                  |    |              |              |
| 04.10.2015        | 09.03.2016       | 16 | Odcinek 16   | Episodio 16  |
|                   |                  |    |              |              |
| 11.10.2015        | 10.03.2016       | 17 | Odcinek 17   | Episodio 17  |
|                   |                  |    |              |              |
| 11.10.2015        | 11.03.2016       | 18 | Odcinek 18   | Episodio 18  |
|                   |                  |    |              |              |
| 18.10.2015        | 14.03.2016       | 19 | Odcinek 19   | Episodio 19  |
|                   |                  |    |              |              |
| 18.10.2015        | 15.03.2016       | 20 | Odcinek 20   | Episodio 20  |
|                   |                  |    |              |              |
| 25.10.2015        | 16.03.2016       | 21 | Odcinek 21   | Episodio 21  |
|                   |                  |    |              |              |
| 25.10.2015        | 17.03.2016       | 22 | Odcinek 22   | Episodio 22  |
|                   |                  |    |              |              |
| 01.11.2015        | 18.03.2016       | 23 | Odcinek 23   | Episodio 23  |
|                   |                  |    |              |              |
| 01.11.2015        | 21.03.2016       | 24 | Odcinek 24   | Episodio 24  |
|                   |                  |    |              |              |
| 08.11.2015        | 22.03.2016       | 25 | Odcinek 25   | Episodio 25  |
|                   |                  |    |              |              |
| 08.11.2015        | 23.03.2016       | 26 | Odcinek 26   | Episodio 26  |
|                   |                  |    |              |              |
| 15.11.2015        | 02.05.2016       | 27 | Odcinek 27   | Episodio 27  |
|                   |                  |    |              |              |
| 15.11.2015        | 03.05.2016       | 28 | Odcinek 28   | Episodio 28  |
|                   |                  |    |              |              |
| 22.11.2015        | 04.05.2016       | 29 | Odcinek 29   | Episodio 29  |
|                   |                  |    |              |              |
| 22.11.2015        | 05.05.2016       | 30 | Odcinek 30   | Episodio 30  |
|                   |                  |    |              |              |
| 29.11.2015        | 06.05.2016       | 31 | Odcinek 31   | Episodio 31  |
|                   |                  |    |              |              |
| SERIA TRZECIA     |                  |    |              |              |
|                   |                  |    |              |              |
| 24.09.2016        | 24.04.2017       | 32 | Odcinek 32   | Episodio 32  |
|                   |                  |    |              |              |
| 24.09.2016        | 25.04.2017       | 33 | Odcinek 33   | Episodio 33  |
|                   |                  |    |              |              |
| 01.10.2016        | 26.04.2017       | 34 | Odcinek 34   | Episodio 34  |
|                   |                  |    |              |              |
| 01.10.2016        | 27.04.2017       | 35 | Odcinek 35   | Episodio 35  |
|                   |                  |    |              |              |
| 08.10.2016        | 28.04.2017       | 36 | Odcinek 36   | Episodio 36  |
|                   |                  |    |              |              |
| 08.10.2016        | 01.05.2017       | 37 | Odcinek 37   | Episodio 37  |
|                   |                  |    |              |              |
| 15.10.2016        | 02.05.2017       | 38 | Odcinek 38   | Episodio 38  |
|                   |                  |    |              |              |
| 15.10.2016        | 03.05.2017       | 39 | Odcinek 39   | Episodio 39  |
|                   |                  |    |              |              |
| 22.10.2016        | 04.05.2017       | 40 | Odcinek 40   | Episodio 40  |
|                   |                  |    |              |              |
| 22.10.2016        | 04.09.2017       | 41 | Odcinek 41   | Episodio 41  |
|                   |                  |    |              |              |
| 21.01.2017        | 05.09.2017       | 42 | Odcinek 42   | Episodio 42  |
|                   |                  |    |              |              |
| 21.01.2017        | 06.09.2017       | 43 | Odcinek 43   | Episodio 43  |
|                   |                  |    |              |              |
| 28.01.2017        | 07.09.2017       | 44 | Odcinek 44   | Episodio 44  |
|                   |                  |    |              |              |
| 28.01.2017        | 08.09.2017       | 45 | Odcinek 45   | Episodio 45  |
|                   |                  |    |              |              |
| 04.02.2017        | 11.09.2017       | 46 | Odcinek 46   | Episodio 46  |
|                   |                  |    |              |              |
| 04.02.2017        | 12.09.2017       | 47 | Odcinek 47   | Episodio 47  |
|                   |                  |    |              |              |
| 11.02.2017        | 13.09.2017       | 48 | Odcinek 48   | Episodio 48  |
|                   |                  |    |              |              |
| 11.02.2017        | 14.09.2017       | 49 | Odcinek 49   | Episodio 49  |
|                   |                  |    |              |              |
| 18.02.2017        | 15.09.2017       | 50 | Odcinek 50   | Episodio 50  |
|                   |                  |    |              |              |
| 18.02.2017        | 18.09.2017       | 51 | Odcinek 51   | Episodio 51  |
|                   |                  |    |              |              |
| ODCINKI SPECJALNE |                  |    |              |              |
|                   |                  |    |              |              |
| 26.06.2017        |                  | 52 | Odcinek 52   | Episodio 52  |
|                   |                  |    |              |              |
| 27.06.2017        |                  | 53 | Odcinek 53   | Episodio 53  |
|                   |                  |    |              |              |
| 28.06.2017        |                  | 54 | Odcinek 54   | Episodio 54  |
|                   |                  |    |              |              |
| 29.06.2017        |                  | 55 | Odcinek 55   | Episodio 55  |
|                   |                  |    |              |              |

## Powiązane programy

### Radio Alex
Dzięki popularności serialu, 30 stycznia 2016 roku został potwierdzony przez włoski Disney Channel spin-off Radio Alex, w którym Alex prowadzi stację radiową Instytutu Melshera i przekazuje wszelkie muzyczne osiągnięcia międzynarodowych artystów i omawianie zagadnień związanych z młodości.
Spin-off miał swoją premierę 8 lutego 2016 roku i liczy 50 odcinków, które trwają 5 minut.

### Alex & Co. – Fan Event
5 kwietnia 2016 roku został ogłoszony przez Disneya pierwszy koncert promujący serial zatytułowany Alex & Co. – Fan Event. Koncert odbył się 20 kwietnia w Mediolanie i został transmitowany dnia 10 września na antenie włoskiego Disney Channel.

### Film
2 grudnia 2015 roku włoski Disney Channel potwierdził film, który jest stworzony na podstawie serialu. Film zatytułowany Alex i spółka: Jak dorosnąć pod okiem rodziców nie będzie się bezpośrednio koncentrował na historiach związanych z głównego serialu, ale także na światowej sławie aktorów. Premiera filmu miała miejsce 24 listopada 2016 roku. Polska premiera filmu miała miejsce 22 lipca 2017 roku na antenie Disney Channel.

### Spin-off
Dnia 7 kwietnia 2017 roku potwierdzono spin-off serialu. Spin-off serialu zatytułowany Penny z M.A.R.Sa, którego główną bohaterką jest Penny, która pojawiła się w specjalnych odcinkach serialu, miał swoją premierę 7 maja 2018 roku. Polska premiera spin-offu odbyła się 4 lutego 2019 roku na antenie Disney Channel.

## Dyskografia
| Rok  | Dane albumu |
| ---- | --- |
| 2016 | Alex & Co. – We Are One - Wydany: 29 stycznia 2016 - Wytwórnia: Walt Disney Records - Format: CD, digital download |
| 2016 | Welcome to Your Show - Wydany: 9 grudnia 2016 - Wytwórnia: Walt Disney Records - Format: CD, digital download      |